# Opération Narcissus
 
Pendant la Seconde Guerre mondiale, l'opération Narcissus (Narcisse), est un raid mené par quarante membres du Special Air Service sur un phare de la côte du sud-est de la Sicile, pour protéger l'opération Husky. 

## Histoire
L'équipe a atterri à proximité de l'objectif le 10 juillet 1943 avec la mission de capturer le phare et de le défendre à tout prix, en cas d'encerclement par les forces allemandes. Les rapports des renseignements se révélèrent faux, les Allemands ayant évacué cette partie de l'île.
La région ayant été abandonnée par les Allemands, la position du phare n'était plus une menace pour l'opération Husky. Les SAS se sont donc retirés sans avoir tiré un coup de feu.